# Orchestre Philharmonique de Radio France

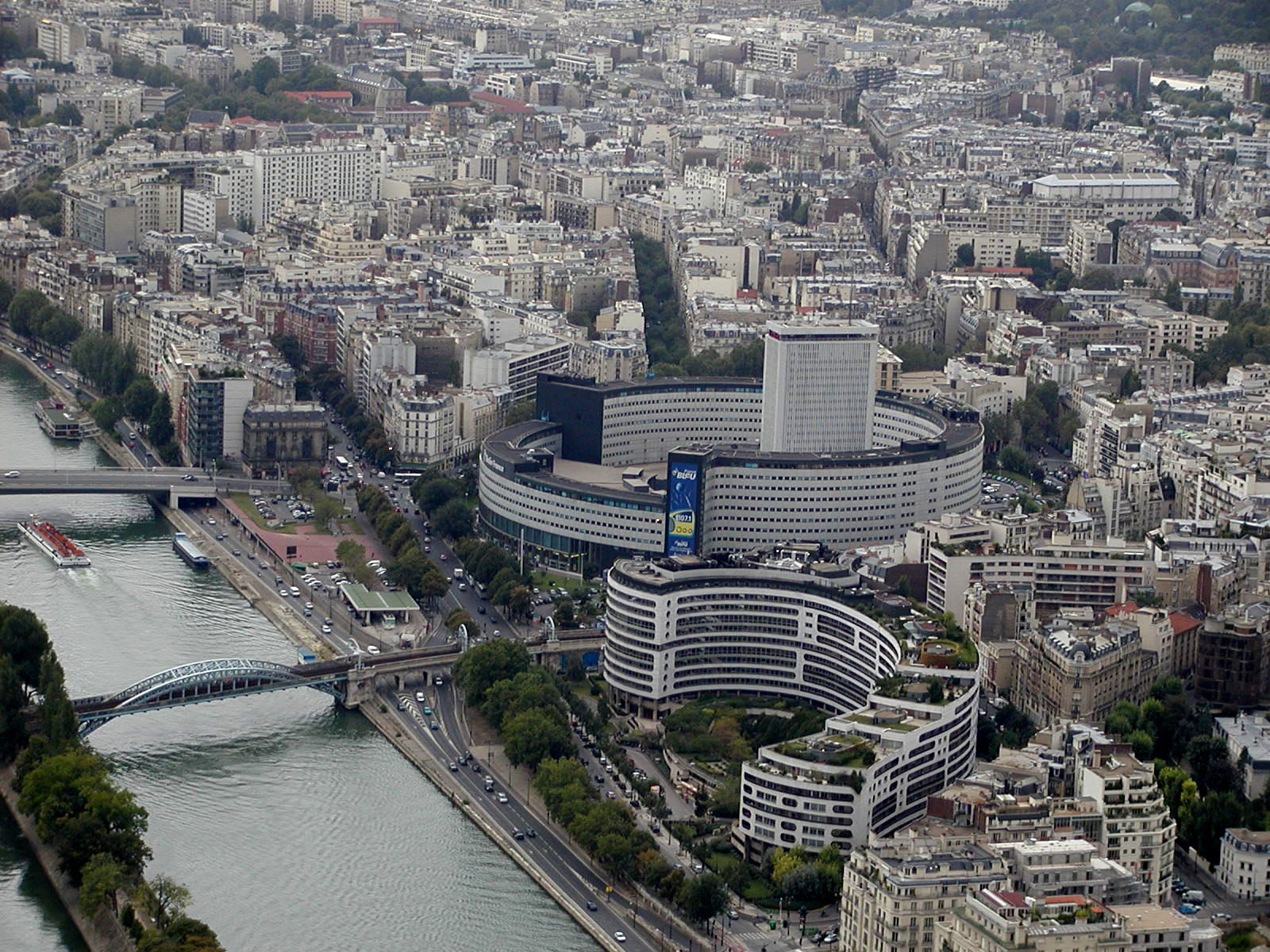
Pariser Funkhaus Maison de la Radio, seit 1963 Sitz des Orchesters

Das Orchestre Philharmonique de Radio France (bekannt als Philhar) ist ein 1937 in Paris gegründetes Orchester, das als eines von zwei Rundfunkorchestern des Hörfunksenders Radio France firmiert. Es hat sich insbesondere auf französische zeitgenössische Musik spezialisiert. 2007 wurde das Orchester nationaler UNICEF-Botschafter. Heimspielstätte ist das Auditorium de Radio France auf dem Gelände des Maison de la Radio.

## Namen
Das Orchestre Philharmonique de Radio France wurde im Laufe seiner Geschichte mehrmals umbenannt:
- Orchestre Radio-Symphonique (1937–1955) bzw. Orchestre Symphonique de Radio-Paris (während deutscher Besatzung)
- Orchestre Radio-Symphonique de Paris (1955–1959)
- Orchestre Philharmonique de la R.T.F. (1960–1964)
- Orchestre Philharmonique de l'ORTF (1964–1975)
- Nouvel Orchestre Philharmonique de Radio-France (1976–1989)
- Orchestre Philharmonique de Radio France (seit 1989)

## Geschichte

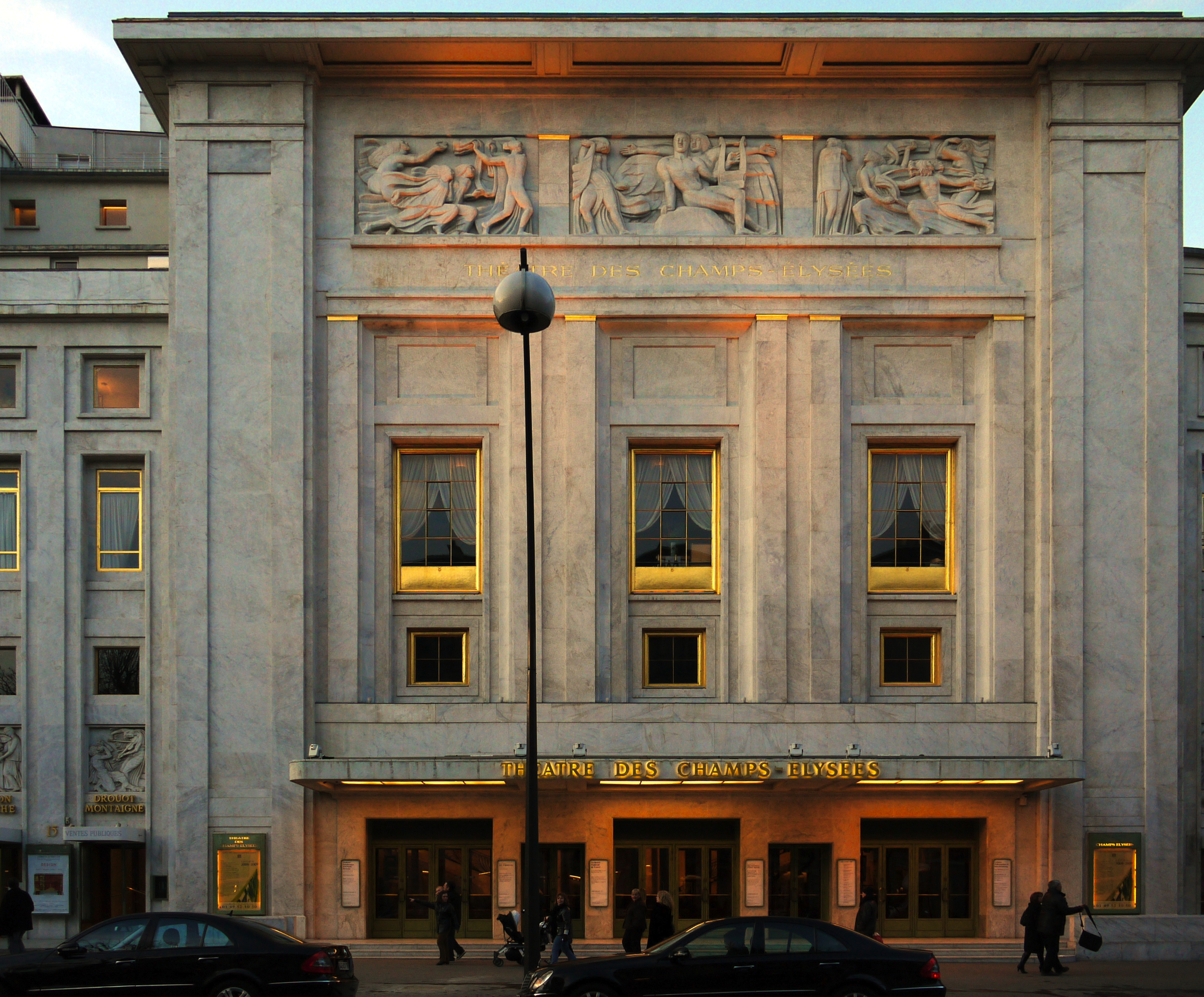
Théâtre des Champs-Élysées, ehemalige Spielstätte des Orchesters

Das Orchester wurde 1937 und damit drei Jahre nach dem Orchestre National de France als Orchestre Radio-Symphonique durch Radiodiffusion Française in Paris gegründet. Das Dirigat wurde Rhené-Baton anvertraut. Die Radiosinfonie war kleiner besetzt, außerdem spielten einige Musiker parallel auch in anderen Klangkörpern wie in Colonne, Lamoureux und Pasdelou. Im Gegensatz zum französischen Nationalorchester trat es weniger öffentlich in Erscheinung und verzeichnete anfangs keine Auslandskonzerte. Allerdings sendete es häufiger als das Orchestre National de France. Wegen des Kriegsausbruches 1939 zog der Sender ins nordwestfranzösische Rennes, wo er seine Tätigkeit fortsetzte. Nachdem Rhené-Baton im September 1940 verstorben war, übernahm Eugène Bigot fortan die Leitung des desorganisierten Ensembles. Aufgrund der zeitgenössischen französischen Schwerpunktsetzung, bot der Klangkörper deutschen Exilanten in den 1930er und 1940er Jahren keine Möglichkeit zur Aufführung. Mit der Befreiung von Paris 1944 wurde Henry Barraud Musikdirektor beim Rundfunk und reformierte das Orchester.
Von 1947 bis 1965 stand Eugène Bigot dem Orchester offiziell als Chefdirigent vor. Am 15. März 1948 dirigierte Nadia Boulanger die „première audition“ von Palesters Violinkonzert. Die Studiosendungen wurden u. a. von Tony Aubin, Jean Giardino, Pierre-Michel Le Conte und Henri Tomasi geleit. 1954 spielte das Orchester seine Saison im Théâtre des Champs-Élysées. Als Gastdirigenten traten u. a. André Cluytens, Pierre Dervaux, Roger Désormière, Jascha Horenstein, Désiré-Émile Inghelbrecht, Josef Krips, Rafael Kubelík, René Leibowitz, Charles Münch, Paul Paray, Manuel Rosenthal, Wolfgang Sawallisch und Hermann Scherchen sowie die Komponisten Aaron Copland, André Jolivet, Henri Tomasi und Heitor Villa-Lobos in Erscheinung. Kurz vor Bigots Amtszeitende wurde das Orchester zweimal umbenannt: 1960 in Anlehnung an die Radiodiffusion-Télévision Française (RTF) in Orchestre Philharmonique de la R.T.F. und 1964 im Zuge der Etablierung des Office de Radiodiffusion Télévision Française (ORTF) in Orchestre Philharmonique de l'ORTF. Von 1965 bis 1970 war Charles Bruck Chefdirigent.
Im Jahr 1976 ging das Orchester mit anderen Ensembles des Hörfunksenders Radio France, der 1975 gegründet wurde, im Nouvel Orchestre Philharmonique de Radio-France auf, das in verschiedene Gruppen mit unterschiedlichen Schwerpunkten wie Sinfonien, konzertante Aufführungen, Kammermusik und geistliche Musik sowie Neue Musik unterteilt werden kann. Gilbert Amy wurde Musikdirektor, Emmanuel Krivine war zunächst erster Gastdirigent und dann Stellvertreter des Chefdirigenten (1981–1983). Mitte der 1980er Jahre wurde der deutsche Dirigent Marek Janowski zu seinem Nachfolger bestimmt; ab 1988 fungierte er als Musikdirektor. Er pflegte das deutsch-österreichische Repertoire u. a. brachte er 1984 Wagners Rheingold nach 27 Jahren Abstinenz in Paris, namentlich dem Théâtre du Châtelet und dem Théâtre des Champs-Élysées, zur Wiederaufführung. Außerdem wurden dem Orchester zahlreiche neue Kompositionen zuteil. Als Pianist diente dem Orchester in dieser Zeit Jean-François Heisser (1976–1985). Seit 1989 trägt das Orchester seinen heutigen Namen Orchestre Philharmonique de Radio France.
Sein Nachfolger wurde der Südkoreaner Chung Myung-whun (2000–2015). In dieser Zeit dirigierte auch Pierre Boulez das Orchester zum ersten Mal. Außerdem nahm es mehrere CDs für die Deutsche Grammophon auf. 2004/05 dirigierte Chung einen Mahler-Zyklus am Théâtre des Champs-Élysées. Gustavo Dudamel und Waleri Gergijew standen 2005 erstmals am Pult des Orchesters. 2006 wurde die Spielstätte Salle Pleyel wiedereröffnet. Ferner ging das Orchester mit France Télévisions eine Kooperation beim von Jean-François Zygel präsentierten Programm Les clefs de l'orchestre ein. 2007 wurden das Orchester und sein Dirigent zum nationalen UNICEF-Botschafter ernannt. 2008 feierte das Orchester den 100. Geburtstag von Olivier Messiaen. Mit Arte Live Web erfolgte zur monatlichen Übertragung eine Vereinbarung. 2010 gastierte das Orchester in Nord- und Südamerika, China, Taiwan und Russland. Im Rahmen des Festival Présences 2011 dirigierte Esa-Pekka Salonen wiederholt den Klangkörper. Überdies gab es Gastkonzerte in Deutschland und dem Vereinigten Königreich (BBC Proms). 2012 wurde ein außergewöhnliches Konzert mit dem nordkoreanischen Unhasu Orchestra veranstaltet. Außerdem dirigierte Dudamel alle Brahms-Sinfonien. 2013 trat das Orchester eine Konzertreise nach China, Südkorea und Japan an. Ein Jahr darauf dirigierte Dudamel Berlioz’ Requiem in der Kathedrale Notre-Dame de Paris und Salonen Schönbergs Gurre-Lieder im Salle Pleyel. Im Moskauer Konservatorium trat Chung auf. 2015 gastierte das Orchester in mehreren deutschsprachigen Städten u. a. im Wiener Musikverein und der Berliner Philharmonie.
2015/16 trat der finnische Dirigent Mikko Franck sein Amt an. Unter seiner Leitung gastierte das Orchester mit Puccinis Madama Butterfly beim Festival Chorégies d'Orange 2016. In der Saison 2016/17 tourte das Orchester durch Europa, Südkorea und China. Unter Franck begann eine Erweiterung der Diskographie.
Das Orchester ist Partner der französischen Vermögensgesellschaft Amundi und der Fondation musique et radio.

## Chefdirigenten bzw. Musikdirektoren

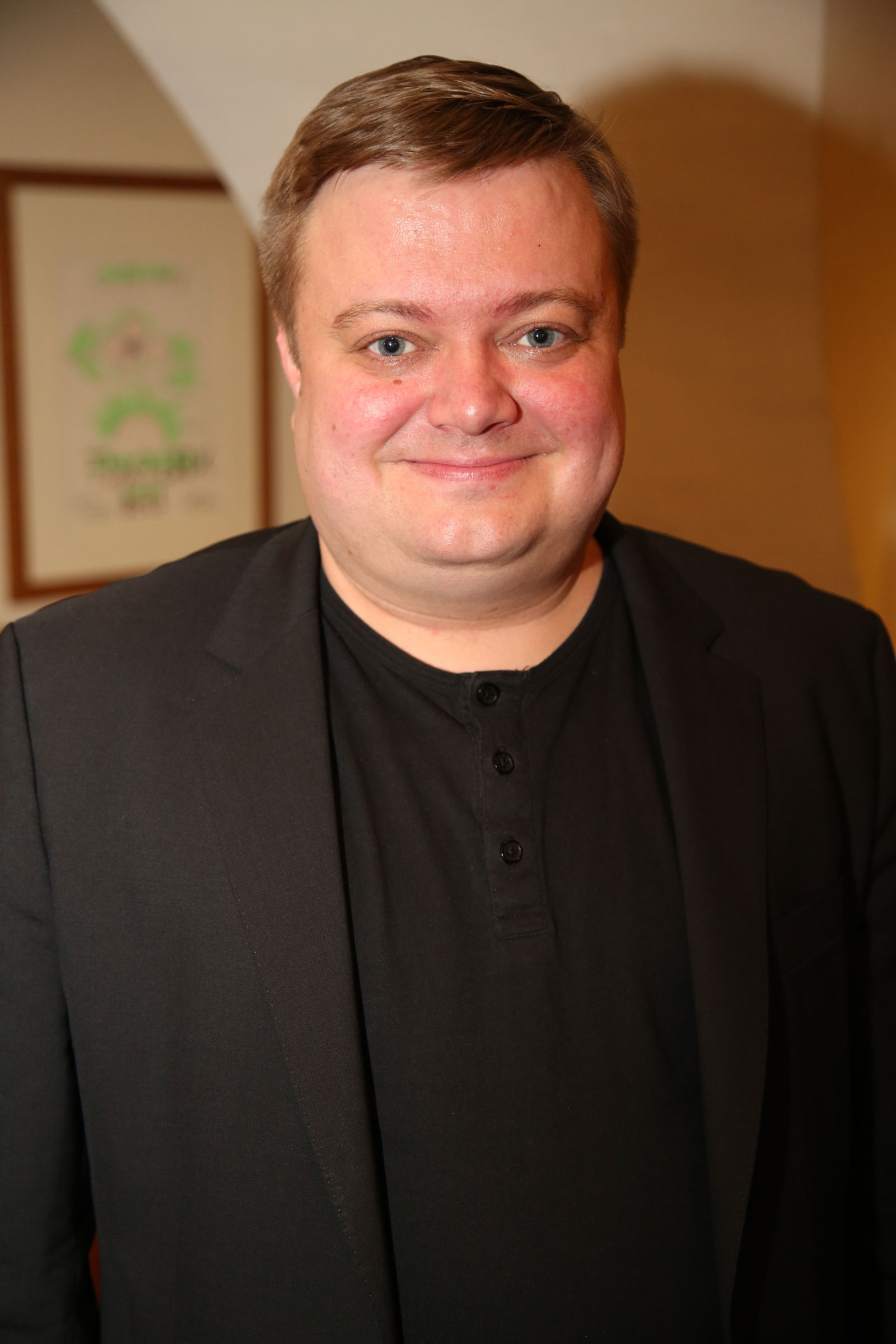
Amtierender Musikdirektor Mikko Franck (2015)

Seit 1976 werden die Dirigenten des Orchesters Musikdirektoren (directeur musical) genannt:
- Eugène Bigot (1947–1965; Chefdirigent)
- Charles Bruck (1965–1970; Chefdirigent)
- Gilbert Amy (1976–1981)
- Hubert Soudant (1981–1983)
- Yves Prin (1982/83; Chefdirigent)
- Marek Janowski (1983/88–2000; zunächst Chefdirigent)
- Myung-Whun Chung (2000–2015; später Ehrendirigent[8])
- Mikko Franck (seit 2015)

## Musikpädagogik
Das Orchester verfügt über ein ausgefeiltes musikpädagogisches Konzept: In den 2000er Jahren entwickelte es ein eigenes Programm für Jugendliche. 2015 begann das Orchester seine Zusammenarbeit mit der Agentur für das französische Auslandsschulwesen AEFE. Es wurde Tutor des Orchestre des lycées français du monde. Außerdem besteht eine Kooperation mit dem Conservatoire national supérieur de musique et de danse de Paris.
Am 9. September 2007 gab Jacques Hintzy, Präsident des Kinderhilfswerks der Vereinten Nationen (UNICEF) Frankreich, bekannt, dass das Orchester und dessen Musikdirektor Chung zu UNICEF-Botschaftern ernannt wurden; 2008 wurde Chung UNICEF-Sonderbotschafter. Mehrere Musiker begleiteten den Chefdirigenten Ende desselben Jahres zu einer ersten Mission nach Benin. 2018 wurde Chungs Nachfolger Franck UNICEF-Botschafter.
Wiederholt gab das Orchestre Philharmonique de Radio France Konzerte mit und für Kinder u. a. den Petits concerts entre amis.

## Uraufführungen (Auswahl)
Das Orchestre Philharmonique de Radio France verantwortete zahlreiche Uraufführungen, insbesondere von Werken französischer Komponisten:
- Darius Milhaud: Invocation à l'ange Raphaël (1962)
- Georges Migot: Orchestersuite in fünf Telen (1962)
- Adrienne Clostre: De Patribus Desereti (1962)
- Ivo Malec: Séquences (1963)
- Alexandre Tansman: Psaumes (1963)
- Charles Chaynes: Orchesterkonzert Nr. 2 (1964)
- Antoine Tisné: Klavierkonzert (1964)
- Désiré-Émile Inghelbrecht: Les Heures claires (1964)
- Serge Nigg: Le chant du dépossédé (1965)
- André Jolivet: Le Cœur de la matière (1965)
- Pierre Wissmer: 4. Symphonie (1965)
- Antoine Tisné: 2. Symphonie (1966)
- Henry Barraud: Symphony concertante (1966)
- Iannis Xenakis: Terretektorh (1966)[13]
- Serge Nigg: Visages d'Axël (1967)
- Ivo Malec: Oral (1967)
- Tolia Nikiprowetzky: Hommage à Antonio Gaudi (1967)
- Iannis Xenakis: ST/48 (1968)[13]
- Claude Ballif: Voyage dans mon oreille (1968)
- Jean Rivier: Christus Rex (1968)
- Philippe Drogoz: Soleil (1968)
- Serge Nigg: Fulgur (1969)
- Antoine Tisné: Cellokonzert (1969)
- Henry Barraud: Trois études (1969)
- Georges Aperghis: Libretto (1969)
- Iannis Xenakis: Nomos gamma (1969)[13]
- Philippe Drogoz: Antinomies II (1970)
- Charles Chaynes: Konzert für Orgel und Orchester (1970)
- Jean Guillou: Judith Symphonie (1971)
- Anatol Vieru: Ecran (1971)
- André Jolivet: Songe à nouveau rêvé (1971)
- Pierre Wissmer: 5. Symphonie (1971)
- Morton Feldman: The Viola in My Life IV (1971)
- Michel Decoust: Si et si seulement (1972)
- Henry Barraud: Ouverture pour un opéra interdit (1972)
- Alain Abbott: Nombres invisibles (1973)
- Michel Tabachnik: Mondes (1973)
- Michel Tabachnik: Movimenti (1974)
- Jorge Antunes: Catastrophe ultra-violette (1974)
- Jacob Druckman: Windows (1974)
- Iannis Xenakis: Erikhton (1974)[13]
- Charles Chaynes: Pour un monde noir (1978)
- Betsy Jolas: Stances (1978)
- Serge Nigg: Mirrors for William Blake (1979)
- Marius Constant: Nana-Symphonie (1980)
- François-Bernard Mâche: Andromède (1980)
- Martial Solal: Klavierkonzert (1981)
- Francis Miroglio: Magnétiques (1982)
- Zygmunt Krauze: Arabesque (1984)
- Patrice Mestral: Aigues vives (1984)
- Patrice Mestral: Violinkonzert (1987)
- Marius Constant: Konzert für Orgel und Orchester (1987)
- Serge Nigg: Du clair au sombre (1987)
- Jean-Yves Daniel-Lesur: Dialogues dans la nuit (1988)
- Tolia Nikiprowetzky: Ode funèbre (1988)
- André Boucourechliev: Miroir (1988)
- Jean-Louis Florentz: Requiem de la Vierge (1988)
- Jean-Étienne Marie: Marana Tha (1988)
- Gérard Grisey: Jour-Contre-jour, 2. Version (1989)
- Elżbieta Sikora: Rappel II (1989)
- Jean Prodromidès: La Noche triste (1989)
- Olivier Messiaen: Un sourire (1991)
- Ivan Fedele: Concerto (1994)
- Nguyen-Thien Dao: Les enfants d’Izieu (1994)
- Tristan Murail: Le partage des eaux (1997)
- Hans Werner Henze: Erlkönig (1997)
- Jean-Luc Darbellay: Echos (2007)
- Pascal Dusapin: Morning in Long Island (2011)

## Spielstätten
Ab 1947 diente dem Orchester der Salle Érard im 2. Pariser Arrondissement als Residenz. Mitte der 1950er Jahre wurde das Théâtre des Champs-Élysées im 8. Pariser Arrondissement Spielstätte. Nach der mehrjährigen Renovierung bezog es 2006 der Salle Pleyel neu. Seit der Wiedereröffnung 2014 ist das im 16. Pariser Arrondissement gelegene Auditorium de Radio France (Maison de la Radio) Heimspielstätte des Orchesters. Außerdem ist es eines der französischen Partnerensembles der 2015 eröffneten Philharmonie de Paris im 19. Pariser Arrondissement.

## Auszeichnungen
- 1994: Victoires de la Musique (Orchestre de musique classique)
- 1996: Grand Prix du Disque für Roussels Sinfonien
- 2001: Coup de Cœur Musique Contemporaine – Herbst 2001 – für Dufourts Lucifer d'après Pollock und La Maison du sourd
- 2002: Coup de Cœur Musique Contemporaine – Herbst 2002 – für Dutilleux’ Tout un monde lointain…
- 2002: Grand Prix du Disque (Musique Symphonique) für Dutilleux’ Tout un monde lointain…[16]
- 2005: Coup de Cœur Musique Contemporaine – Herbst 2005 – für Campos Pop-Art[17]
- 2005: Gramophone Classical Music Award (Récital) für Gounods und Massenets Arien
- 2006: Coup de Cœur Musique Contemporaine – Frühling 2006 – für Qigang Chen: Extase, San Xiao, Yuan, L' Eloignement[18]
- 2010: Coup de Cœur Musique Contemporaine – Frühling 2010 – für Mantovani/Schoeller/Amy: Cello Concertos[19]
- 2010: Grand Prix du Disque (Musique Contemporaine) für Pécous Symphonie du jaguar und Vague de Pierre[20]
- 2013: Grammy Award (Best Classical Vocal Solo) für Poèmes mit Renée Fleming[21]
- 2013: Gramophone Classical Music Award (Contemporary) für Dutilleux’ Correspondances[22]
- 2014: Bestenliste 3-2014 (Le coin du collectionneur) der Diapason d’or für Pascal Dusapin: Morning in Long Island[23]
- 2014: Edison Klassiek (Het Orkest) für Dutilleux: Correspondances[24]
- 2015: International Opera Award (World Premiere) für Boesmans’ Au monde[25]
- 2017: Echo Klassik (Konzerteinspielung) für 21st Century Violin Concertos  mit Renaud Capuçon[26]
- 2017: Diapason d’or de l’année (Musique contemporaine) für Rihm, Dusapin, Mantovani[27]

## Diskographische Hinweise
Das Orchester legte folgende Opern-Gesamtaufnahmen vor:
- 1951: Georges Bizet: Les pêcheurs de perles[28]
- 1961: Jules Massenet: Sapho[29]
- 1975: Konstantin Dankevitch: Ulisse[30]
- 1979: Daniel-François-Esprit Auber: Le cheval de bronze[31]
- 1980: Jules Massenet: Chérubin[32]
- 1984: Emmanuel Chabrier: Le roi malgré lui[33]
- 1985: Georges Bizet: La jolie fille de Perth[34]
- 1989: Jean Prodromidès: La Noche triste[35]
- 1994: Nguyen-Thien Dao: Les enfants d’Izieu[36]
- 2002: Vincenzo Bellini: Il pirata[37]